# Das Schicksal der Kinder von Aleppo
Das Schicksal der Kinder von Aleppo (Originaltitel: Watani: My Homeland) ist ein Dokumentar-Kurzfilm von Marcel Mettelsiefen aus dem Jahr 2016. Der Film veranschaulicht die Geschichte einer Familienflucht vor dem Hintergrund des Bürgerkriegs in Syrien, und dem Versuch, sich in Deutschland ein neues Leben aufzubauen.
Marcel Mettelsiefen, der die Familie bereits für seine Emmy-, Grimme- und Fernsehpreis-prämierte Dokumentation Die Kinder von Aleppo (2014) sowie für den Film Children of Syria (2015) besucht hatte, begleitete die Familie insgesamt drei Jahre lang und besuchte sie vier Mal in Aleppo.

## Inhalt
Das Leben von Mohammed, Helen, Farah und Sara, den Kindern von Ahmed Kassmu (bekannt als 'Abu Ali'), dem Kommandanten der Freien Syrischen Armee, spielt sich an der Front des Bürgerkriegs in Aleppo ab. Sie sind die letzte verbleibende Familie in einer aufgegebenen Kriegszone, die einst ein geschäftiges Wohnviertel war.
Nachdem Abu Ali vom IS entführt wird, entschließt sich die nun alleinerziehende Mutter, Hala Kamil, gemeinsam mit ihren Kindern die Flucht nach Europa anzutreten. Nach 3.470 zurückgelegten Kilometern über Kilis, einem Flüchtlingslager an der syrisch-türkischen Grenze, Istanbul und Hannover, versucht die Familie schließlich in Goslar ein neues Leben zu beginnen.

## Ehrungen
Der Film wurde zusammen mit zehn anderen Kurzfilmen aus 61 Ländern für die Shortlist der Oscarverleihung 2017 in der Kategorie Bester Dokumentar-Kurzfilm gelistet und erhielt letztlich eine Nominierung.
Beim Deutschen Fernsehpreis 2017 bekam der Film zudem den Preis als „Beste Dokumentation/Reportage“.
2018 eröffnete der Film das Human Rights Film Festival Berlin.